# Тайхейкі
«Тайхейкі» (інколи «Тайгейкі», яп. 太平記, «Записи про велике умиротворення») — японський історичний феодальний епос другої половини XIV ст., найбільший твір, написаний у жанрі ґункі і поряд з Гейке-моноґотарі є основним зразком оповідного жанру японської феодальної літератури XIII—XVI ст.
Структурно Тайхейкі діляться на три частини. 1-12 сувої оповідають про зародження планів імператора Ґо-Дайґо повалити сіккенів (сьогунських регентів) — фактичних правителів країни. 13-21 сувої присвячені подіям періоду Намбокутьо, війні між Північним Двором Асікаґа Такаудзі в Кіото і Південним двором Імператора Ґо-Дайґо в Йосіно префектури Нара. У центрі оповідання 22-40 сувоїв — перемога Північної династії і встановлення сьоґунату Муроматі.
Тайхейкі також містять велику кількість вставних новел і понад 60 буддійських розповідей сецува.